# Bonifacio Scaltriti
Bonifacio Scaltriti (Correggio, 23 aprile 1903 – Reggio Emilia, 7 novembre 1966) è stato un calciatore italiano, di ruolo centrocampista.

## Carriera
Giocò in Serie A con il Brescia, di cui fu anche capitano; durante la sua permanenza nella squadra lombarda fu tra i testimoni al processo che vide coinvolto il compagno di squadra Angelo Pasolini, accusato di aver procurato un infortunio durante la gara Torino-Brescia del 4 maggio 1930 all'avversario Antonio Janni. Esordì nel Brescia nel Campionato di Divisione Nazionale il 25 settembre 1927 in Padova-Brescia (1-1). Con le rondinelle disputò i primi tre Campionati della nuova Serie A ed il Campionato 1932-33 in Serie B. In tutto sei Campionati con 150 presenze e 9 reti segnate.
Il 7 aprile 1929 giocò la sua prima partita nella Nazionale Italiana B.
Morì nel 1966, a 63 anni; la figlia era una giocatrice di pallacanestro.